# 屈曲位

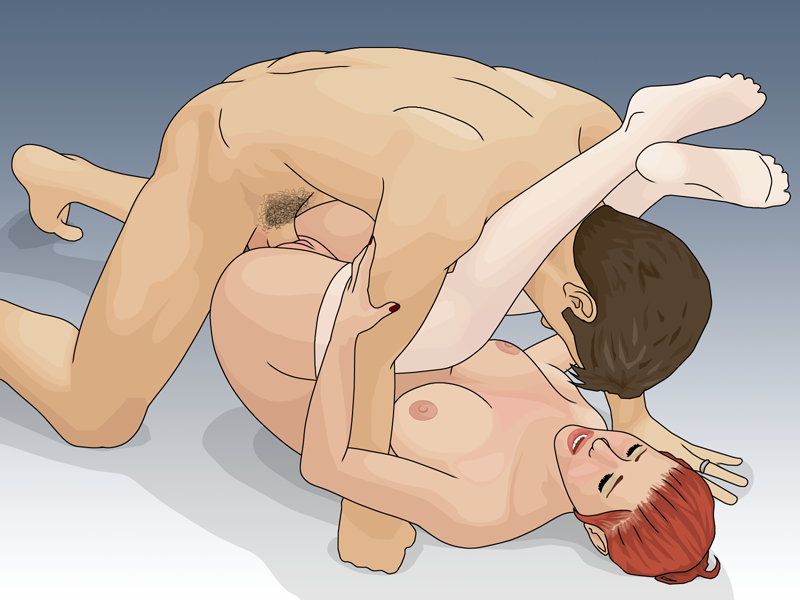
屈曲位

屈曲位（くっきょくい）は、人間の性交体位の一種。

## 概説
エビのように、あるいは二つ折りのように身体を屈曲させた女性の上から男性が覆い被さり、体重を掛けながら性器を結合させる体位である。正常位のバリエーションに数えられており、屈脚位（くっきゃくい）とも称される。
女性との結合部には男性の体重が掛かるため、ペニスが膣の奥深くまで挿入される。また、男性は体重が掛かり過ぎないように女性の左右で両腕を突っ張るなどして調整する必要がある他、女性器の向きや男性の律動によって女性の尻が持ち上がる場合は、女性の腰への配慮を念頭に置くことが望まれる。いずれにしても、長時間行う場合はなおのことである。
女性が動きにくい体位のため、SMプレイや羞恥プレイとして行われることもある。
2023年には日本のインフルエンサーが「女性が気持ちいい体位」として広めたが、AV女優の天使もえがこの説を否定。女性全員が気持ちいい体位などは存在しないことを大前提に、AV作品内だと見栄えが良くメジャーな体位であるが、天使自身の調子がいい、相手との相性が良い場合でないと痛みが生じ、女性の負担が大きいため薦めないことを投稿している。

## 四十八手における派生系

### 深山
深山（みやま）とは、本来、奥深い山を指す言葉である。四十八手では「深山（別名：深山本手、肩掛け屈曲位）」と呼ばれる体位がある。女性が脚を曲げることから、屈曲位に分類される。密着感が強く、男性が腰を動かしやすいことが特徴。
深山では、正常位の姿勢から女性の両脚を男性の肩に乗せる。必然的に女性の脚は閉じられ、膣圧が高くなるほか、膣とペニスの角度を合わせることができるので、ポルチオを簡単に刺激することができる。また、女性の性器が男性から見て顕になる姿勢を活かして、アナルセックスが深山で行われることもある。
他の屈曲位と同じように、ペニスが膣の奥深くまで挿入され、男性の体重が女性へのしかかるため、女性が股関節や鼠径部を痛めてしまう恐れもある。

### 達磨返し
達磨返し（だるまがえし）は、深山とは違い、女性が脚を伸ばさず、体育座りのように脚を曲げる体位で、女性の太腿と足首を縛ることが特徴。他の屈曲位よりもSMプレイらしさが増している。

## ギャラリー

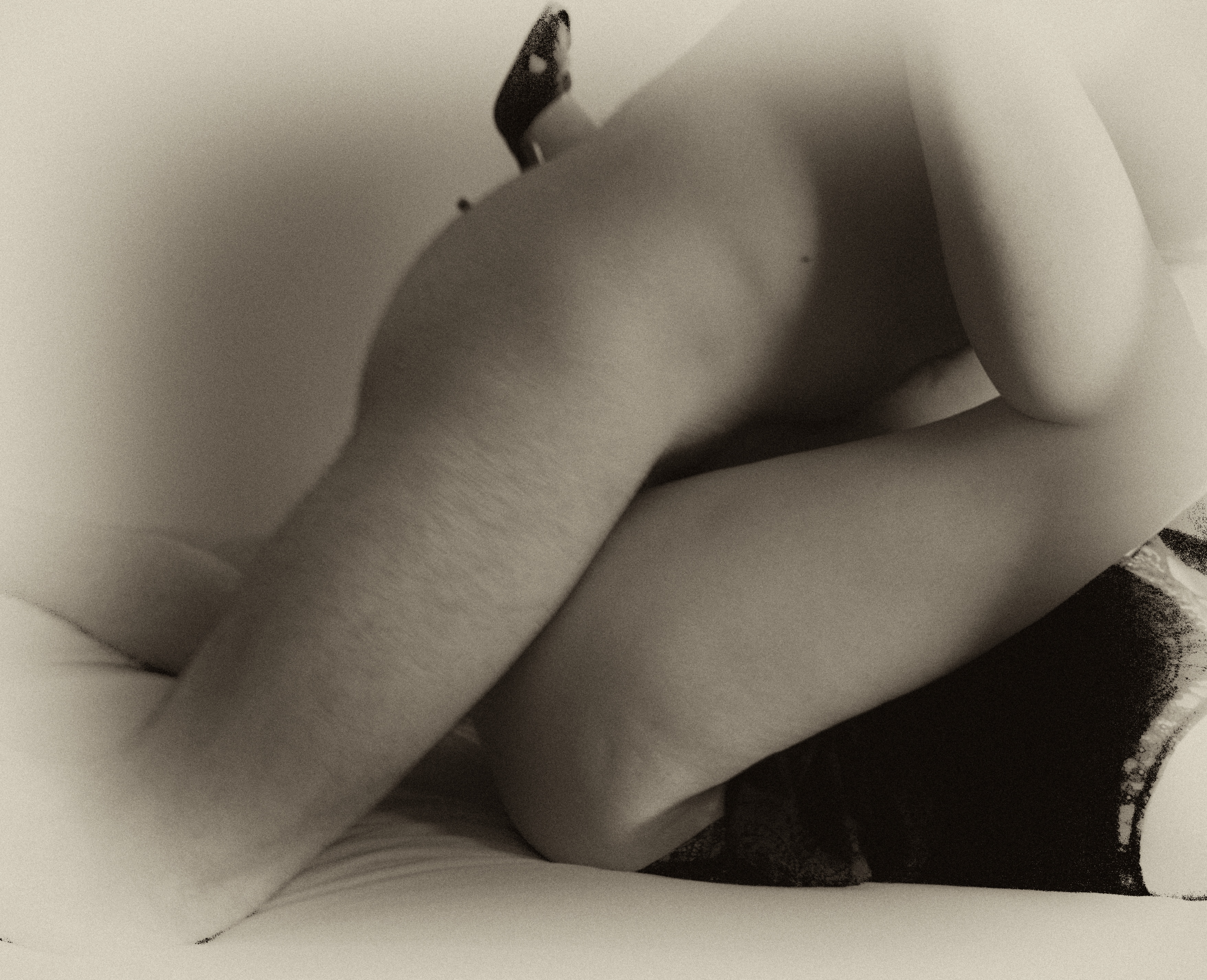
実際の屈曲位
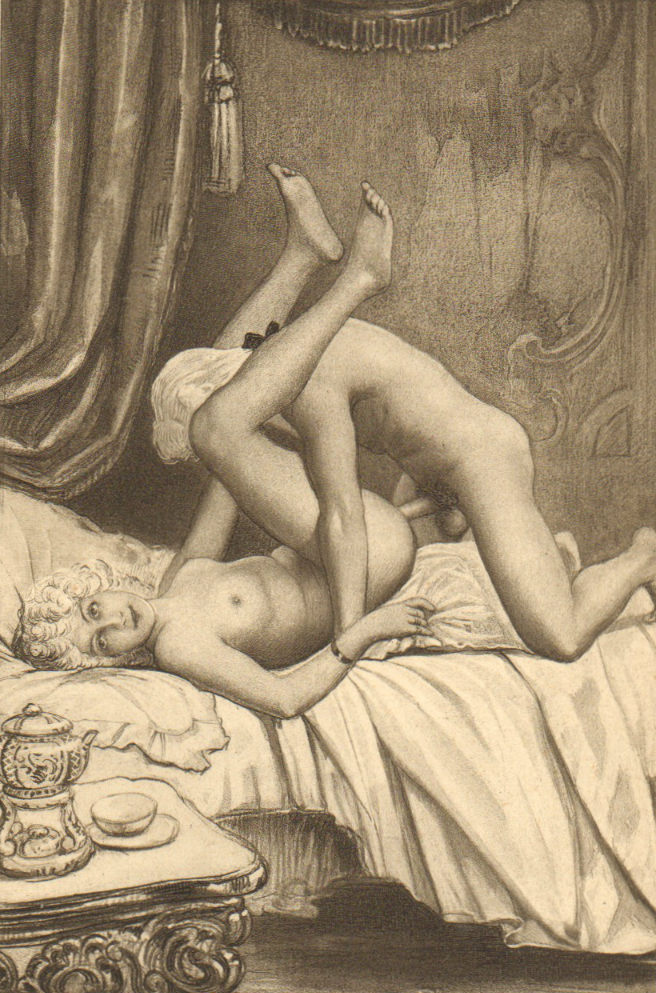
ポール・アヴリル による屈曲位のイラスト
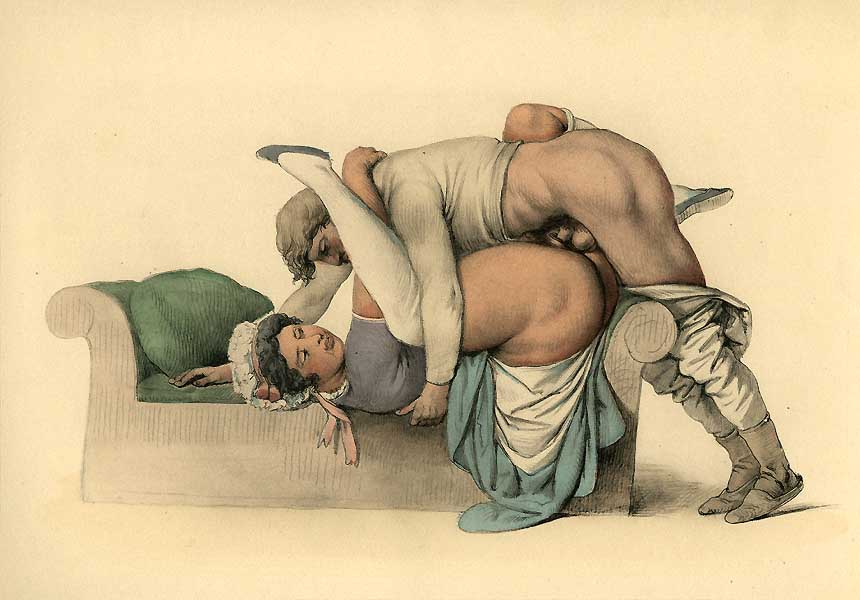
ヨハン・ネポムク・ガイガーによる屈曲位の水彩画（1840年）
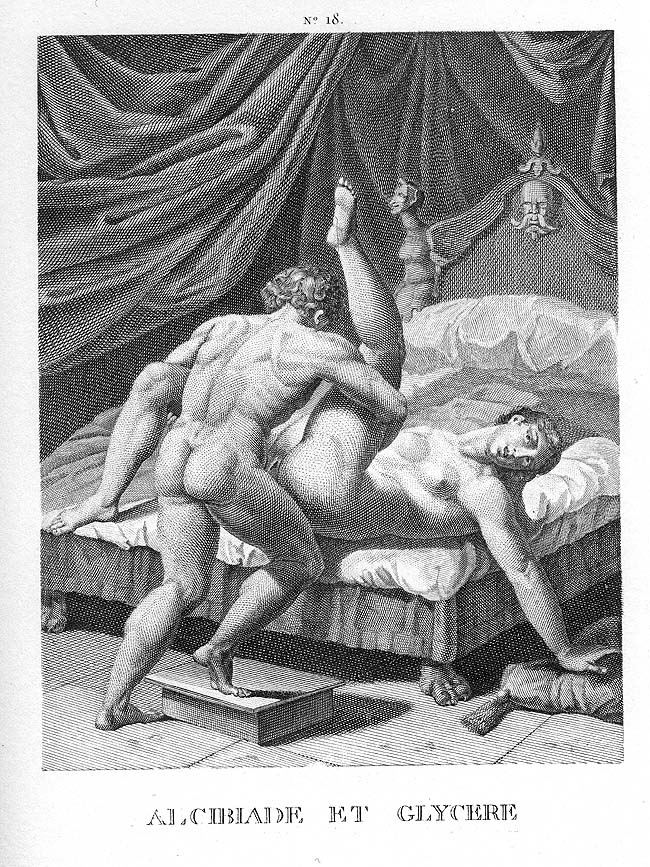
イ・モーディに描かれた屈曲位